# Berlin plus

Carte montrant les États membres de l'Union et ceux de l'OTAN :
États uniquement membres de l'UE
États uniquement membres de l'OTAN
États membres des deux

Les accords dits « Berlin plus » adoptés lors du sommet de Washington en 1999, régissent la mise à disposition de l'Union européenne des moyens et des capacités de l'OTAN pour des opérations dans lesquelles l'Alliance ne serait pas engagée militairement en tant que telle, les modalités de coopération entre l'OTAN et l'Union européenne ayant été confirmées lors du Conseil européen de Nice, en décembre 2000.
La mise en place de l'accord « Berlin plus » a été durablement retardée par un différend gréco-turc. Ayant à l'esprit la question chypriote, la Turquie voulait avoir la garantie que l'Union européenne ne puisse bénéficier d'un accès automatique aux moyens de l'OTAN pour une opération qui n'aurait pas l'aval de tous les membres de l'Alliance. En décembre 2002, une déclaration commune de l'OTAN et de l'Union européenne a finalement posé les principes d'une coopération politique et militaire étroite entre les deux organisations. Cette déclaration sur la PESD établit le cadre formel pour une coopération dans la gestion de crises et la prévention des conflits. Elle garantit à l'Union européenne, pour ses propres opérations militaires, un accès aux moyens logistiques et de planification de l'OTAN.
C'est sur la base de ces arrangements qu'a été transférée à l'Union européenne l'opération de l'OTAN en Macédoine à partir d'avril 2003, puis celle de l'OTAN en Bosnie-Herzégovine à la fin de l'année 2004.
Toutefois, la mise en œuvre des accords « Berlin plus » connaît de nouveau une période difficile depuis l'entrée de Chypre et Malte dans l'Union européenne en 2004. La Turquie invoque l'absence d'accord de sécurité sur l'échange de données classifiées entre les deux pays et l'OTAN pour refuser leur participation aux réunions sur les opérations « Berlin plus », la conclusion d'un tel accord avec Chypre étant hypothétique compte tenu de l'absence de règlement du différend entre Ankara et Nicosie.

## Principaux éléments des «accords Berlin plus»
Les arrangements permanents entre l'OTAN et l'Union européenne :
- garantissent l'accès de l'Union européenne à des capacités de planification de l'OTAN pouvant contribuer à la planification militaire d'opérations dirigées par l'Union européenne;
- établissent une présomption de disponibilité au profit de l'Union européenne de capacités et de moyens communs de l'OTAN préidentifiés en vue de leur utilisation dans des opérations dirigées par l'Union européenne ;
- identifient une série d'options de commandement européen pour des opérations dirigées par l'Union européenne, renforçant le rôle de l'adjoint européen du SACEUR (poste attribué à un officier britannique), en lui permettent d'assumer pleinement et de manière effective ses responsabilités européennes;
- prévoient la poursuite de l'adaptation du système de planification de la défense de l'OTAN, d'une manière qui intègre plus complètement la disponibilité de forces pour des opérations dirigées par l'Union européenne ;
- prévoient un accord OTAN-UE sur l'échange de renseignements classifiés en application de règles de protection réciproques ;
- établissent des procédures pour la mise à disposition, le suivi, la restitution et le rappel des moyens et capacités de l'OTAN ;
- prévoient les modalités de consultations entre l'OTAN et l'Union dans le contexte d'une opération de gestion de crise conduite par la seconde avec l'aide des moyens et des capacités de la première.